# 씨 없는 수박

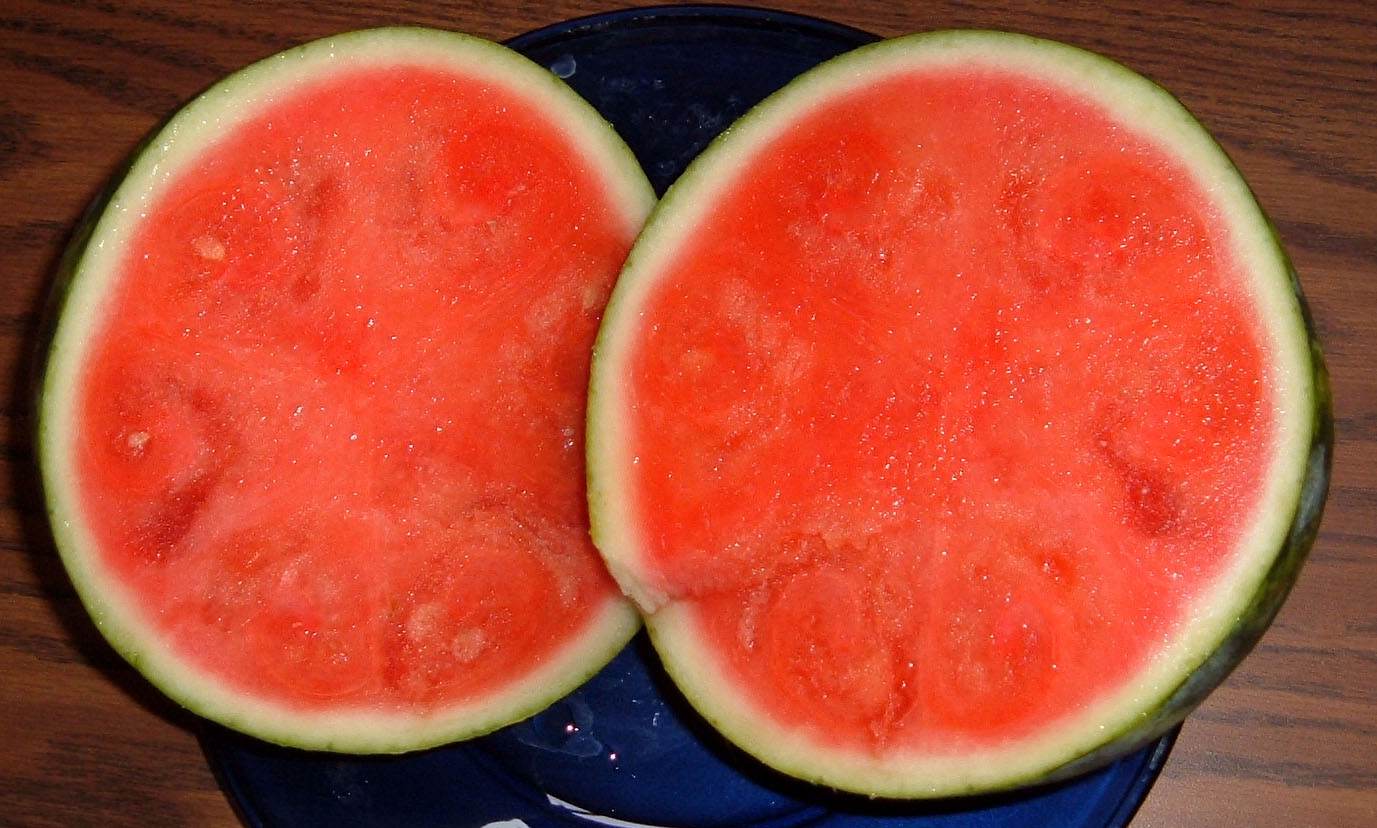
씨없는 수박

씨없는 수박은 씨가 없도록 처리한 수박을 말한다. 수박은 원래 2배체(2n)인데, 이것을 콜히친 처리를 통하여 4배체(4n)으로 만든다. 4배체의 암술이 정상적인 2배체의 꽃가루를 수분하여 3배체(3n)의 씨가 나오는데, 이것을 심으면 종자가 제대로 발전하지 않아 씨 없는 수박이 자란다.
현재 씨없는 수박이 거의 재배되지 않는 까닭은
- 일반 수박에 비하여 숙성기가 만생인 경향이 있는 점.
- 열매의 비대생장을 촉진하기 위해서는 씨없는 수박의 꽃에 2배체의 화분을 수분시켜야 하는 노력이 드는 점.
- 그리고 열매의 모양이 비뚤어지기 쉬운 점 등의 결점이 있는 탓에 재배가 엄청 까다롭다.[1]

## 연구
3배체를 이용한 최초의 씨 없는 수박은 1947년, 일본 교토대학의 육종학자 기하라 히토시(木原均) 박사가 개발·발표하였으며 니시야마 이치조(西山市三) 박사가 연구에 협력하였다.
한국에 씨 없는 수박을 들여온 것은 동시대의 기하라 히토시 박사와 마찬가지로 육종학자인 우장춘 박사로, 이후 한국에서는 육종학을 비롯한 농학이 주목받게 되었다.

## 기타
씨 없는 수박은 실제로 씨가 없는 것이 아니라 씨가 제대로 성숙하지 못할 뿐이지 실제로는 씨가 존재한다. 그렇지만 개량을 통하여 거의 완벽하게 씨가 없는 수박도 존재한다.

## 같이 보기
- 수박
- 씨 없는 열매